# Unione Sportiva Salernitana 1919-1920
Questa pagina raccoglie i dati riguardanti l'Unione Sportiva Salernitana nelle competizioni ufficiali della stagione 1919-1920.

## Stagione
- Anacleto Bellelli
- Giovanni Calabritto
- Vincenzo Giordano
- Alfonso Guasco
- Nicola Maggio
- Adalgioso Onesti
- Francesco Paci
- Matteo Schiavone
- Vincenzo Troisi
- Manfredo Visciani

La storia della Salernitana ha inizio durante la primavera del 1919. Un gruppo di persone volle rilanciare il calcio a Salerno: rilanciare perché il gioco del calcio aveva messo piede nella città di Ippocrate già alcuni prima. Infatti la prima squadra di calcio cittadina fu il Foot Ball Club Salerno, fondato nel 1913, e in seguito nacquero altre società tra cui la Giovine Italia (che aveva sede nel "Caffè Leone", corrispondente all'attuale Bar Santa Lucia in Via Roma), il Football Club Settembrini che invece aveva sede nella sacrestia della chiesa di Santa Rita, e infine lo Sporting Club Audax.
I pionieri del calcio a Salerno si riunirono nella Birreria Weltern di Corso Garibaldi (oggi Via Roma) a discutere dell'importanza di avere un club calcistico in città, soprattutto per i giovani sconvolti dalla prima guerra mondiale. Matteo Schiavone spiccava tra i pionieri perché era già stato calciatore, infatti fu il portiere dell'FBC Campania. La svolta si ebbe il 19 giugno 1919 in corso Umberto I n° 67 a Salerno (oggi Via Mercanti) quando i soci delle ormai disciolte squadre cittadine pionieristiche si riunirono per fondare una nuova squadra di calcio. La decisione fu unanime, il club si chiamò "Unione Sportiva Salernitana". Adalgiso Onesti venne nominato presidente, mentre Matteo Schiavone rinunciò al ruolo di calciatore e venne assunto come responsabile sportivo, mentre Vincenzo Giordano fu nominato allenatore della squadra, ma per via delle ferite da guerra riportate, morì nell'agosto del 1919 e quindi tale incarico venne ricoperto da Matteo Schiavone. La sede del club fu inizialmente in un locale terraneo del Teatro Verdi, dato in concessione dal comune. Come campo da gioco venne scelto il Campo di Piazza d'Armi, ma siccome non era ancora idoneo per le gare di calcio, le prime amichevoli vennero giocate nei campi di Piazza dei martiri e del Vecchio Mercato. L'inaugurazione delle attività della Salernitana avvenne tramite una gara di atletica leggera.
La squadra venne iscritta al campionato di Promozione 1919-1920, e Matteo Schiavone chiese al Comitato Campano della FIGC di poter giocare l'intero girone d'andata in trasferta, perché il Campo di Piazza d'Armi non era ancora regolamentare, tale richiesta venne accolta. La Salernitana vinse tutti gli incontri disputati durante la stagione e si qualificò per la finale contro il Brasiliano. La gara di andata finì 5-0 per il Brasiliano, mentre quella di ritorno, a Salerno, finì 5-0 per la Salernitana, cosicché fu deciso di ripetere la partita, ma il Brasiliano non fu d'accordo con questa scelta e non si presentò sul neutro di Nocera Inferiore. La Salernitana vinse dunque 2-0 a tavolino e fu promossa in Prima Categoria.

## Divise
La prima divisa della Salernitana era a righe bianco-celesti.
| Casa |

## Organigramma societario
Fonte
Area direttiva
- Presidente: Adalgiso Onesti
- Segretario: Alberto Luciani

Area tecnica
- Allenatore: Vincenzo Giordano, poi Matteo Schiavone

## Rosa
Fonte
| N. |                   | Ruolo | Calciatore       |
| -- | ----------------- | ----- | ---------------- |
|    | Italia (bandiera) | P     | Luigi Naddeo     |
|    | Italia (bandiera) | D     | Achille Caiafa   |
|    | Italia (bandiera) | D     | Mario Capone     |
|    | Italia (bandiera) | D     | Corrado Ciminari |
|    | Italia (bandiera) | D     | Gerardo Conforti |
|    | Italia (bandiera) | D     | Grimaldi         |
|    | Italia (bandiera) | D     | Nicola Maggio    |
|    | Italia (bandiera) | D     | Michele Sellitti |
|    | Italia (bandiera) | D     | Mario Toledo     |
|    | Italia (bandiera) | C     | Bellobuono       |
|    | Italia (bandiera) | C     | Francesco Bruno  |

| N. |                   | Ruolo | Calciatore         |
| -- | ----------------- | ----- | ------------------ |
|    | Italia (bandiera) | C     | Raffaele Carratù   |
|    | Italia (bandiera) | C     | Alfredo De Cesare  |
|    | Italia (bandiera) | C     | Andrea De Novellis |
|    | Italia (bandiera) | C     | Benedetto Jovane   |
|    | Italia (bandiera) | C     | Giuseppe Paladino  |
|    | Italia (bandiera) | A     | Nicola Aliberti    |
|    | Italia (bandiera) | A     | Columbro           |
|    | Italia (bandiera) | A     | Fariello           |
|    | Italia (bandiera) | A     | Guido Mancini      |
|    | Italia (bandiera) | A     | Giuseppe Russo     |
|    | Italia (bandiera) | A     | Vincenzo Troisi    |

## Risultati

### Promozione

#### Girone di andata
| Castellammare di Stabia 15 febbraio 1920 1ª giornata | Stabia    | 0 – 1 referto | Salernitana |  |
| \| \| \| \| \| \| Marcatori \| 75’ Aliberti \|       |           |               |             |  |
|                                                      |           |               |             |  |
|                                                      | Marcatori | 75’ Aliberti  |             |  |

| Torre Annunziata 22 febbraio 1920 2ª giornata                               | Pro Italia | 1 – 3 referto                     | Salernitana | Campo Montagnelle |
| \| \| \| \| \| ??? 15’ \| Marcatori \| 46’ Aliberti 54’ Russo 57’ Pagano \| |            |                                   |             |                   |
|                                                                             |            |                                   |             |                   |
| ??? 15’                                                                     | Marcatori  | 46’ Aliberti 54’ Russo 57’ Pagano |             |                   |

| Torre Annunziata 7 marzo 1920 3ª giornata                      | Savoia    | 0 – 3 referto                | Salernitana | Campo Montagnelle |
| \| \| \| \| \| \| Marcatori \| 29’, 70’ Fariello 55’ Pagano \| |           |                              |             |                   |
|                                                                |           |                              |             |                   |
|                                                                | Marcatori | 29’, 70’ Fariello 55’ Pagano |             |                   |

#### Girone di ritorno
| Salerno 11 aprile 1920 4ª giornata                 | Salernitana | 2 – 0 Rinviata referto | Stabia | Campo di Piazza d'Armi |
| \| \| \| \| \| Aliberti 7’, 17’ \| Marcatori \| \| |             |                        |        |                        |
|                                                    |             |                        |        |                        |
| Aliberti 7’, 17’                                   | Marcatori   |                        |        |                        |

| Salerno 21 marzo 1920 5ª giornata                                             | Salernitana | 5 – 0 referto | Pro Italia | Campo di Piazza d'Armi |
| \| \| \| \| \| Russo 20’, 52’ Fariello 60’, 70’ Troisi 78’ \| Marcatori \| \| |             |               |            |                        |
|                                                                               |             |               |            |                        |
| Russo 20’, 52’ Fariello 60’, 70’ Troisi 78’                                   | Marcatori   |               |            |                        |

| Salerno 28 marzo 1920 6ª giornata             | Salernitana | 1 – 0 referto | Savoia | Campo di Piazza d'Armi |
| \| \| \| \| \| Fariello 5’ \| Marcatori \| \| |             |               |        |                        |
|                                               |             |               |        |                        |
| Fariello 5’                                   | Marcatori   |               |        |                        |

#### Finale
| Napoli 18 aprile 1920 Andata                                         | Brasiliano | 5 – 0 referto | Salernitana |  |
| \| \| \| \| \| ??? ?’ ??? ?’ ??? ?’ ??? ?’ ??? ?’ \| Marcatori \| \| |            |               |             |  |
|                                                                      |            |               |             |  |
| ??? ?’ ??? ?’ ??? ?’ ??? ?’ ??? ?’                                   | Marcatori  |               |             |  |

| Salerno 25 aprile 1920 Ritorno                                          | Salernitana | 5 – 0 referto | Brasiliano | Campo di Piazza d'Armi |
| \| \| \| \| \| Fariello 7’, 31’, 57’ Pagano 22’, 76’ \| Marcatori \| \| |             |               |            |                        |
|                                                                         |             |               |            |                        |
| Fariello 7’, 31’, 57’ Pagano 22’, 76’                                   | Marcatori   |               |            |                        |

| Nocera Inferiore 23 maggio 1920 Ripetizione | Salernitana | 2 – 0 A tavolino referto | Brasiliano |  |

### Coppa Giordano
| Salerno 27 luglio 1920 1º turno                                           | Salernitana | 3 – 0 referto | Cavese | Campo di Piazza d'Armi |
| \| \| \| \| \| Fariello 35’ Columbro 60’ maggio II 71’ \| Marcatori \| \| |             |               |        |                        |
|                                                                           |             |               |        |                        |
| Fariello 35’ Columbro 60’ maggio II 71’                                   | Marcatori   |               |        |                        |

#### Finale
| Torre Annunziata 1º agosto 1920 2º turno                              | Savoia    | 2 – 1 referto | Salernitana |  |
| \| \| \| \| \| Moretti 51’ Sacchi 83’ \| Marcatori \| 50’ Columbro \| |           |               |             |  |
|                                                                       |           |               |             |  |
| Moretti 51’ Sacchi 83’                                                | Marcatori | 50’ Columbro  |             |  |

## Statistiche

### Statistiche di squadra
| Competizione   | Punti | In casa | In casa | In casa | In casa | In casa | In casa | In trasferta | In trasferta | In trasferta | In trasferta | In trasferta | In trasferta | Totale | Totale | Totale | Totale | Totale | Totale | DR  |
| Competizione   | Punti | G       | V       | N       | P       | Gf      | Gs      | G            | V            | N            | P            | Gf           | Gs           | G      | V      | N      | P      | Gf     | Gs     | DR  |
| -------------- | ----- | ------- | ------- | ------- | ------- | ------- | ------- | ------------ | ------------ | ------------ | ------------ | ------------ | ------------ | ------ | ------ | ------ | ------ | ------ | ------ | --- |
| Promozione     | 12    | 3       | 3       | 0       | 0       | 8       | 0       | 3            | 3            | 0            | 0            | 7            | 2            | 6      | 6      | 0      | 0      | 15     | 2      | +13 |
| Coppa Giordano | -     | 1       | 1       | 0       | 0       | 3       | 0       | 1            | 0            | 0            | 1            | 1            | 2            | 2      | 1      | 0      | 1      | 4      | 2      | +2  |
| Totale         | -     | 4       | 4       | 0       | 0       | 11      | 0       | 4            | 3            | 0            | 1            | 8            | 4            | 8      | 7      | 0      | 1      | 19     | 4      | +15 |

### Andamento in campionato
| Giornata  | 1 | 2 | 3 | 4 | 5 | 6 |
| --------- | - | - | - | - | - | - |
| Luogo     | T | T | T | C | C | C |
| Risultato | V | V | V | V | V | V |

Legenda:

Luogo: C = Casa; T = Trasferta. Risultato: V = Vittoria; N = Pareggio; P = Sconfitta.

### Statistiche dei giocatori
Fonte
| Giocatore      | Promozione | Promozione | Promozione  | Promozione | Coppa Giordano | Coppa Giordano | Coppa Giordano | Coppa Giordano | Totale   | Totale | Totale      | Totale     |
| Giocatore      | Presenze   | Reti       | Ammonizioni | Espulsioni | Presenze       | Reti           | Ammonizioni    | Espulsioni     | Presenze | Reti   | Ammonizioni | Espulsioni |
| -------------- | ---------- | ---------- | ----------- | ---------- | -------------- | -------------- | -------------- | -------------- | -------- | ------ | ----------- | ---------- |
| N. Aliberti    | 6          | 4          | ?           | ?          | ?              | ?              | ?              | ?              | 6+       | 4+     | ?           | ?          |
| Bellobuono     | 0          | 0          | 0           | 0          | ?              | ?              | ?              | ?              | 0+       | 0+     | 0+          | 0+         |
| F. Bruno       | 0          | 0          | 0           | 0          | ?              | ?              | ?              | ?              | 0+       | 0+     | 0+          | 0+         |
| A. Caiafa      | 0          | 0          | 0           | 0          | ?              | ?              | ?              | ?              | 0+       | 0+     | 0+          | 0+         |
| M. Capone      | 1          | 0          | ?           | ?          | ?              | ?              | ?              | ?              | 1+       | 0+     | ?           | ?          |
| R. Carratù     | 1          | 0          | ?           | ?          | ?              | ?              | ?              | ?              | 1+       | 0+     | ?           | ?          |
| C. Cimitari    | 6          | 0          | ?           | ?          | ?              | ?              | ?              | ?              | 6+       | 0+     | ?           | ?          |
| Columbro       | 0          | 0          | 0           | 0          | 2              | 2              | ?              | ?              | 2        | 2      | 0+          | 0+         |
| G. Conforti    | 1          | 0          | ?           | ?          | ?              | ?              | ?              | ?              | 1+       | 0+     | ?           | ?          |
| A. De Cesare   | 2          | 0          | ?           | ?          | ?              | ?              | ?              | ?              | 2+       | 0+     | ?           | ?          |
| A. De Novellis | 0          | 0          | 0           | 0          | ?              | ?              | ?              | ?              | 0+       | 0+     | 0+          | 0+         |
| Fariello       | 7          | 8          | ?           | ?          | ?              | 1              | ?              | ?              | 7+       | 9      | ?           | ?          |
| Grimaldi       | 5          | 0          | ?           | ?          | ?              | ?              | ?              | ?              | 5+       | 0+     | ?           | ?          |
| B. Jovane      | 1          | 0          | ?           | ?          | ?              | ?              | ?              | ?              | 1+       | 0+     | ?           | ?          |
| N. Maggio      | 7          | 0          | ?           | ?          | ?              | 1              | ?              | ?              | 7+       | 1      | ?           | ?          |
| G. Mancini     | 0          | 0          | 0           | 0          | ?              | ?              | ?              | ?              | 0+       | 0+     | 0+          | 0+         |
| L. Naddeo      | 6          | -6         | ?           | ?          | ?              | ?              | ?              | ?              | 6+       | -6+    | ?           | ?          |
| G. Palladino   | 5          | 0          | ?           | ?          | ?              | ?              | ?              | ?              | 5+       | 0+     | ?           | ?          |
| G. Russo       | 6          | 3          | 0           | 0          | ?              | ?              | ?              | ?              | 6+       | 3+     | 0+          | 0+         |
| M. Sellitti    | 1          | 0          | ?           | ?          | ?              | ?              | ?              | ?              | 1+       | 0+     | ?           | ?          |
| M. Toledo      | 6          | 0          | ?           | ?          | ?              | ?              | ?              | ?              | 6+       | 0+     | ?           | ?          |
| V. Troisi      | 1          | 1          | ?           | ?          | ?              | ?              | ?              | ?              | 1+       | 1+     | ?           | ?          |